# Madonna Harris
Madonna Harris (MBE) (Hamilton, 15 d'agost de 1966) va ser una esportista neozelandesa que va destacar en el ciclisme i l'esquí. Ha participat en uns Jocs Olímpics d'Estiu i en uns d'hivern. De jove ja havia participat en proves d'atletisme i basquetbol.
El 1990 va ser guardonada com a Membre de l'Orde de l'Imperi Britànic.

## Palmarès en ciclisme
- 1986
  - Vencedora d'una etapa al Coors Classic
- 1987
  - Vencedora d'una etapa al Coors Classic
- 1988
  - Vencedora d'una etapa al Coors Classic
- 1989
  -  Campiona de Nova Zelanda en ruta
- 1990
  - Medalla d'or als Jocs de la Commonwealth en Persecució